# Fornet József
Fornet József, Jozef Fornet (Felsőozoróc, 1732. november 7. – Csorba, 1811. május 2.) evangélikus lelkész.

## Élete
Túróc vármegyéből származott, 1756-ban Jénában tanult, azután szlovák lelkész volt Fancsalon és sok évig Lőcsén, 1803–1804-ben pedig Csorbán, Szepes megyében. A Fornet-család 1732-ben költözött Franciaországból Trencsén megyébe.

## Művei
- O tancy podle smyslu vcenu Krystowého pripogenjm: Muzeli se werny sluzebnjk Krystu s tanecnjk spogoweti. Lőcse, 1795. (A táncról, Jézus Krisztus tana szerint, egy függelékkel: Jézus szolgája is résztvehet-e a táncmulatságokban? Ugyanez németül. Lőcse, 1796.)
- Kurze Aeusserung über die entehrenden Kunstgriffe des Verfassers des Beytrags zur Berichtigung der Urtheile über den Tanz. Lőcse, 1797.
- Rozdjl filoozofické a božské maudrosti při wyhledávánj ctnosti k wystraze při nyűegssjm w obyčeg gducýn filosofičkem kresťanstwj. Lőcse, 1800. (A filozofusi és isteni bölcsesség különbsége az erénykeresés útján, intő szózat a mostan dívó filozofikus kereszténységben)
- Katechysmus o nábozeűstwj pro mewinné blaudným swětlem wěku tohoto w zmatek náboženstwj přicházegjcý dusse. Pozsony, 1803.
- Christvs mysterivm, sanae rationi non adversans. Notis compendiariis. Leutschoviae. 1804.